# فاروق میا
فاروق میا (انگلیسی: Farouk Miya؛ زادهٔ ۲۶ نوامبر ۱۹۹۷) بازیکن فوتبال اهل اوگاندا است که در پست هافبک هجومی برای باشگاه فوتبال لویو در لیگ برتر فوتبال اوکراین بازی می‌کند.
از باشگاه‌هایی که در آن بازی کرده‌است می‌توان به باشگاه فوتبال استاندارد لیژ اشاره کرد.
وی همچنین در تیم‌های ملی فوتبال اوگاندا بازی کرده‌است.